# بطرس غالي (ممثل)
بطرس رؤوف بطرس غالي.، هو ممثل مصري، شارك في العديد من الأعمال الفنية المتنوعة، ومن أبرز أفلامه سمير وشهير وبهير، الديلر، عين شمس، ومن مسلسلاته فرح ليلى، حارة اليهود، عرفة البحر.

## الجدل
اتهم بطرس رؤوف بطرس غالي في قضيتي "تهريب آثار"، حُكم عليه في الأولى بالسجن المشدد 15 سنة وغرامة 5 ملايين جنيه، ومصادرة الآثار المضبوطة لصالح المجلس الأعلى للآثار، مع إلزامه بالمصروفات الجنائية. كما حُكم على بطرس في القضية الثانية بـ15 سنة وغرامة مليون جنيه، مع مصادرة الآثار لمصلحة المجلس الأعلى للآثار وإلزامه مع المتهمين في نفس القضية بالمصروفات الجنائية.
ووجهت له اتهامات بالمشاركة في تهريب حاوية دبلوماسية إيطالية قادمة من ميناء الإسكندرية، تحتوي على 21855 قطعة أثرية تنتمي جميعها للحضارة المصرية بعصورها التاريخية المتعاقبة - حسب التحقيقات.

## أعماله

### مسلسلات
| المسلسل            | سنة الإخراج | الدور               |
| ------------------ | ----------- | ------------------- |
| ليالي اوجيني       | 2018        | صدقي                |
| الحالة ج           | 2017        | فؤاد نور الدين      |
| عفاريت عدلي علام   | 2017        | وزير السياحة        |
| ليلة (مسلسل)       | 2016        | ليلة عبد العزيز     |
| حارة اليهود        | 2015        | مزراحي (تاجر الذهب) |
| قلوب               | 2014        | والد سارة           |
| أخت تريز           | 2012        | القمص باسيليوس      |
| فرقه ناجي عطا الله | 2012        | عوفاديا             |

### أفلام
| الفيلم             | تاريخ الإخراج | الدور     |
| ------------------ | ------------- | --------- |
| بشتري راجل         | 2017          | عصام كمال |
| مشاهد أفلام        | 2017          | إلهامي    |
| رحلتنا الأخيرة معا | 2016          |           |

## وصلات خارجية
- بطرس غالي على موقع الدهليز
- بطرس غالي على موقع قاعدة بيانات الأفلام العربية
- صفحة على موقع /imdb